# Раселвил (Алабама)
Раселвил (енгл. Russellville) град је у америчкој савезној држави Алабама. По попису становништва из 2010. у њему је живело 9.830 становника.

## Демографија
Према попису становништва из 2010. у граду је живело 9.830 становника, што је 859 (9,6%) становника више него 2000. године.
| Група             | 2000.         | 2010.         |
| Белци             | 6.753 (75,3%) | 6.200 (63,1%) |
| Афроамериканци    | 1.009 (11,2%) | 907 (9,2%)    |
| Азијати           | 11 (0,1%)     | 28 (0,3%)     |
| Хиспаноамериканци | 1.134 (12,6%) | 2.560 (26,0%) |
| Укупно            | 8.971         | 9.830         |